# 2016年リオデジャネイロオリンピックのドミニカ共和国選手団
2016年リオデジャネイロオリンピックのドミニカ共和国選手団（2016ねんリオデジャネイロオリンピックのドミニカきょうわこくせんしゅだん）は、2016年8月5日から8月21日にかけてブラジルのリオデジャネイロで開催された2016年リオデジャネイロオリンピックのドミニカ共和国選手団、およびその競技結果。

## 概要
今大会は銅メダル1個を獲得した。

## メダル
| メダル | 選手名         | 競技       | 種目       |
| ------ | -------------- | ---------- | ---------- |
| 銅     | ルイシト・ピエ | テコンドー | 男子58kg級 |